# Седнівська селищна рада
Се́днівська се́лищна ра́да — орган місцевого самоврядування у Чернігівському районі Чернігівської області. Адміністративний центр — селище міського типу Седнів.

## Загальні відомості
Седнівська селищна рада утворена в 1920 році.
- Територія ради: 53,405 км²
- Населення ради: 1968 осіб (станом на 2001 рік)

## Населені пункти
Селищній раді підпорядковані населені пункти:
- смт Седнів
- с-ще Нове

## Склад ради
Рада складається з 18 депутатів та голови.
- Голова ради: Шевчик Михайло Олексійович
- Секретар ради: Прожига Марина Миколаівна

### Керівний склад попередніх скликань
| ПІБ                        | Основні відомості                                                            | Дата обрання | Дата звільнення |
| -------------------------- | ---------------------------------------------------------------------------- | ------------ | --------------- |
| Лісовий Ігор Анатолійович  | Селищний голова, 1951 року народження, член Соціалістичної партії України    | 26.03.2006   | 15.05.2008      |
| Яценко Людмила Петрівна    | Селищний голова, 1965 року народження, позапартійна                          | 30.11.2008   | 31.10.2010      |
| Маринін Олексій Іванович   | Селищний голова, 1954 року народження, освіта вища, член Партії регіонів     | 31.10.2010   | 24.02.2014      |
| Шевчик Михайло Олексійович | Селищний голова, 1956 року народження, освіта середня загальна, безпартійний | 26.10.2014   |                 |

Примітка: таблиця складена за даними джерела

### Депутати
За результатами місцевих виборів 2010 року депутатами ради стали:

#### За суб'єктами висування
| Суб'єкт висування | Кількість обраних депутатів | %    |
| ----------------- | --------------------------- | ---- |
| Самовисування     | 12                          | 66,7 |
| Партія регіонів   | 6                           | 33,3 |

#### За округами
| № округу        | Прізвище, ім'я, по батькові     | Дата визнання обраним | Освіта                    | Партійна приналежність | Відомості про обраного депутата                                           |
| --------------- | ------------------------------- | --------------------- | ------------------------- | ---------------------- | ------------------------------------------------------------------------- |
| Партія регіонів |                                 |                       |                           |                        |                                                                           |
| 3               | Блинець Тимур Анатолійович      | 03.11.2010            | Освіта середня            | член Партії регіонів   | відділ освіти Чернігівської РДА, начальник господарської групи            |
| 4               | Машкіна Лариса Григорівна       | 03.11.2010            | Освіта вища               | член Партії регіонів   | Седнівська загальноосвітня школа, вчитель                                 |
| 6               | Бестужева Олександра Юріївна    | 03.11.2010            | Освіта вища               | член Партії регіонів   | Седнівська селищна рада, землевпорядник                                   |
| 9               | Козир Наталія Іванівна          | 03.11.2010            | Освіта середня спеціальна | член Партії регіонів   | пенсіонер                                                                 |
| 15              | Свириденко Ірина Миколаївна     | 03.11.2010            | Освіта середня спеціальна | член Партії регіонів   | ЗАТ НВО «Чернігівеліткартопля», працівник                                 |
| 17              | Лобода Олександр Павлович       | 03.11.2010            | Освіта середня спеціальна | член Партії регіонів   | ЗАТ НВО «Чернігівеліткартопля», тракторист                                |
| Самовисування   |                                 |                       |                           |                        |                                                                           |
| 1               | Могилевець Сергій Олександрович | 03.11.2010            | Освіта середня            | позапартійний          | приватний підприємець                                                     |
| 2               | Стеба Олена Миколаївна          | 03.11.2010            | Освіта середня спеціальна | позапартійна           | ЗАТ НВО «Чернігівеліткартопля», технік по зберіганню картоплі та зернових |
| 5               | Коваленко Сергій Михайлович     | 03.11.2010            | Освіта вища               | позапартійний          | Седнівська газова дільниця, слюсар                                        |
| 7               | Яцко Валентина Аркадіївна       | 03.11.2010            | Освіта вища               | позапартійна           | ЗАТ НВО «Чернігівеліткартопля», головний агроном                          |
| 8               | Карась Андрій Андрійович        | 03.11.2010            | Освіта вища               | позапартійний          | Чернігівська обласна колегія адвокатів, адвокат                           |
| 10              | Орлов Андрій Ігорович           | 03.11.2010            | Освіта вища               | позапартійний          | приватний підприємець                                                     |
| 11              | Стеба Володимир Васильович      | 03.11.2010            | Освіта середня спеціальна | позапартійний          | ЗАТ НВО «Чернігівеліткартопля», працівник                                 |
| 12              | Фоміна Ніна Іванівна            | 03.11.2010            | Освіта середня спеціальна | позапартійна           | відділення Ощадбанку № 7903/04, контролер                                 |
| 13              | Яценко Людмила Петрівна         | 17.01.2011            | Освіта вища               | член Партії регіонів   | Седнівська селищна рада, секретар                                         |
| 14              | Шевчик Михайло Олексійович      | 03.11.2010            | Освіта середня            | позапартійний          | Чернігівський держлісгосп, лісник                                         |
| 16              | Лазарева Раїса Василівна        | 03.11.2010            | Освіта вища               | позапартійна           | Седнівська селищна рада, секретар                                         |
| 18              | Сергієчко Сергій Васильович     | 03.11.2010            | Освіта вища               | позапартійний          | ЗАТ НВО «Чернігівеліткартопля», інженерні посади                          |